# Biała Łaba

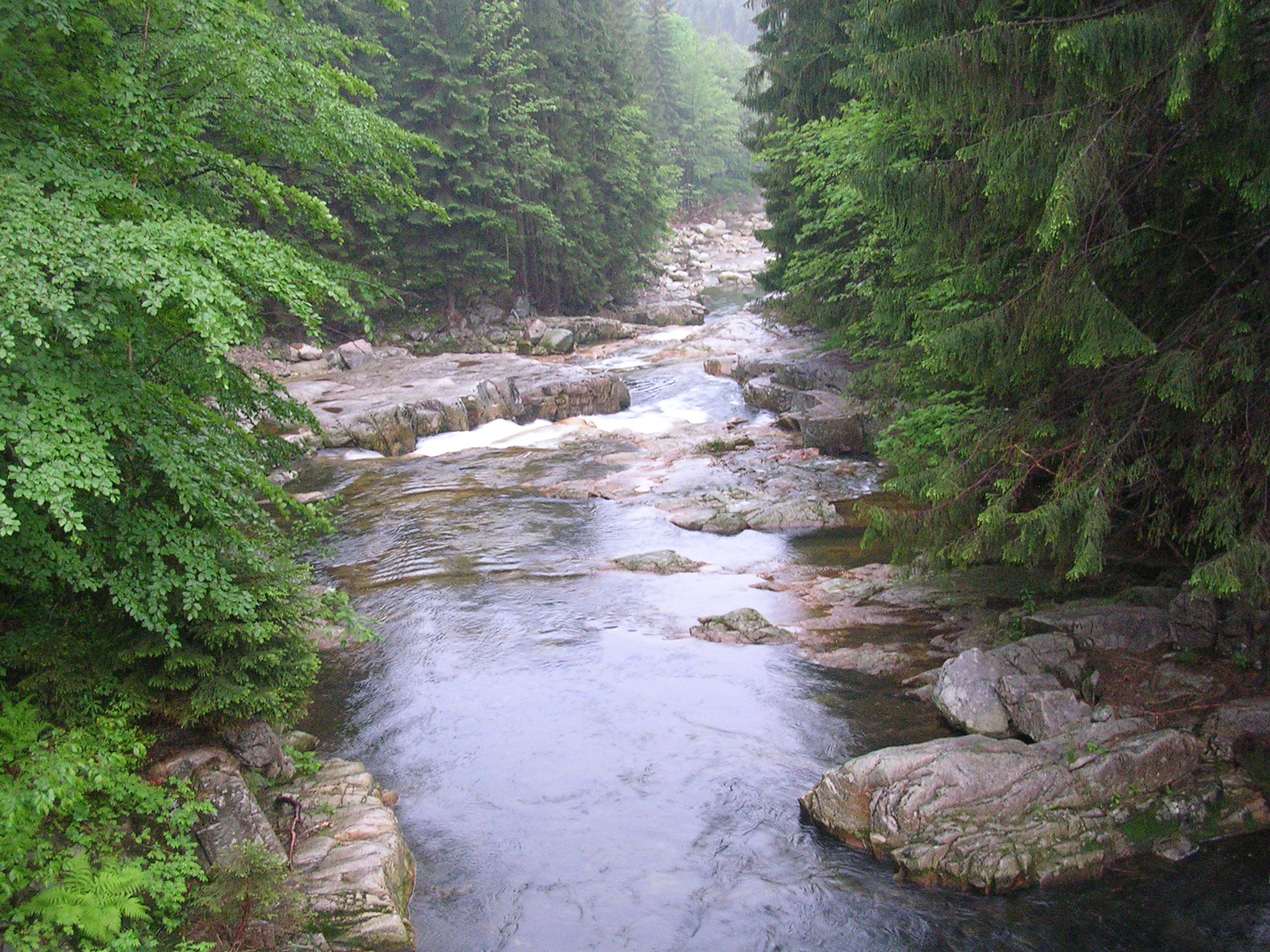
Biała Łaba poniżej „U Dívčí lávky”

Biała Łaba (czes. Bílé Labe, niem. Weißwasser, Weiße Elbe) – potok górski w Sudetach Zachodnch, w Karkonoszach, w Czechach, w kraju hradeckim.
Górski potok o długości około 8,0 km, należący do zlewiska Morza Północnego, lewy dopływ Łaby. Źródła potoku położone są na wysokości około 1440 m n.p.m., na podmokłym terenie Białej Łąki czes. Bílá louka między Równią pod Śnieżką, a Studzienna Górą (czes. Studniční hora). Potok w górnym biegu spływa łagodnie łąką w kierunku zachodnim, w środkowym i dolnym biegu płynie Doliną Białej Łaby, jedną z najładniejszych dolin w Karkonoszach, na tym odcinku dolina stromo opada, a potok staje się rwący, tworzy kaskady oraz mniejsze wodospady. Przed Szpindlerowym Młynem (czes. Špindlerův Mlýn) u rozdroża Przy panieńskim mostku (czes. U Dívčí lávky) na poziomie około 778 m n.p.m. wpada do Łaby. Zasadniczy kierunek biegu potoku jest zachodni, potok na całej długości płynie doliną wzdłuż północnych zboczy Kozich Grzbietów czes. Kozí hřbety. Jest to potok górski zbierający wody z Równi pod Śnieżką, Białej Łąki oraz południowych zboczy Grzbietu Śląskiego i północnych zboczy Kozich Grzbietów. Na Białej Łabie i jej dopływach znajdują się budowle zaporowe z początków XX wieku.

## Dopływy
Dopływy potoku stanowią strumienie:
- Stříbrna bystřína
- Čertova strouha
- Hřímavá bystřina
- Diračka
- Červený potok